# Didymellopsis
Didymellopsis is een geslacht van schimmels behorend tot de familie Xanthopyreniaceae.

## Soorten
Volgens Index Fungorum telt het geslacht zeven soorten (peildatum maart 2023):
| Soortnaam                   | Auteur(s)                      | Publicatiejaar |
| --------------------------- | ------------------------------ | -------------- |
| Didymellopsis collemata     | (J. Steiner) Grube & Hafellner | 1990           |
| Didymellopsis latitans      | (Nyl.) Sacc. ex Clem. & Shear  | 1931           |
| Didymellopsis nephromatis   | Zhurb. & Etayo                 | 2015           |
| Didymellopsis perigena      | (Nyl.) Grube & Hafellner       | 1990           |
| Didymellopsis pulposi       | (Zopf) Grube & Hafellner       | 1990           |
| Didymellopsis solorinae     | Zhurb.                         | 2021           |
| Didymellopsis viridireagens | Etayo                          | 2017           |